# 薮田 (岡崎市)
薮田（やぶた）は、愛知県岡崎市岩津地区の町名。現行行政地名は薮田一丁目及び薮田二丁目。

## 地理
岡崎市の北西部に位置する。東に一丁目、西に二丁目が置かれている。

### 河川
- 早川

## 世帯数と人口
2019年（令和元年）5月1日現在の世帯数と人口は以下の通りである。
| 丁目       | 世帯数  | 人口    |
| ---------- | ------- | ------- |
| 薮田一丁目 | 540世帯 | 1,194人 |
| 薮田二丁目 | 326世帯 | 826人   |
| 計         | 866世帯 | 2,020人 |

### 人口の変遷
国勢調査による人口の推移
| 1995年（平成7年）  | 1,577人 | [ 6 ]  |  |
| 2000年（平成12年） | 1,644人 | [ 7 ]  |  |
| 2005年（平成17年） | 1,826人 | [ 8 ]  |  |
| 2010年（平成22年） | 1,854人 | [ 9 ]  |  |
| 2015年（平成27年） | 1,931人 | [ 10 ] |  |

## 学区
市立小・中学校に通う場合、学区は以下の通りとなる。
| 丁目       | 番・番地等 | 小学校             | 中学校           | 高等学校 |
| ---------- | ---------- | ------------------ | ---------------- | -------- |
| 薮田一丁目 | 全域       | 岡崎市立大門小学校 | 岡崎市立北中学校 | 三河学区 |
| 薮田二丁目 | 全域       | 岡崎市立大門小学校 | 岡崎市立北中学校 | 三河学区 |

## 歴史
額田郡薮田村を前身とする。

### 沿革
- 1889年（明治22年）10月1日 - 町村制施行。大樹寺村・大門村・上里村・鴨田村・百々村と合併し、大樹寺村大字薮田となる[12]。
- 1906年（明治39年）5月1日 - 合併に伴い、岩津村大字薮田となる[12]。
- 1928年（昭和3年）5月1日 - 町制施行に伴い、岩津町大字薮田となる[13]。
- 1955年（昭和30年）2月1日 - 岡崎市へ編入し、同市薮田町となる[13]。
- 1978年（昭和53年）3月21日 - 岡崎都市計画 中部土地区画整理事業 第2工区の換地処分に伴い、薮田一丁目及び薮田二丁目が成立。薮田町の残部が大樹寺二丁目となり廃止[1]。

### 町名の変遷
| 実施後     | 実施年月日                | 実施前（各町名ともその一部）               |
| ---------- | ------------------------- | ------------------------------------------ |
| 薮田一丁目 | 1978年（昭和53年）3月21日 | 薮田町、井ノ口町、大樹寺町、鴨田町の各一部 |
| 薮田二丁目 | 1978年（昭和53年）3月21日 | 薮田町、大樹寺町、大門町の各一部           |

## 交通
道路
- 国道248号

## 施設
- オリバー
- ミクスネットワーク
- 薮田八幡宮
- カラオケまねきねこ 岡崎大樹寺店
- 天下一品 岡崎店

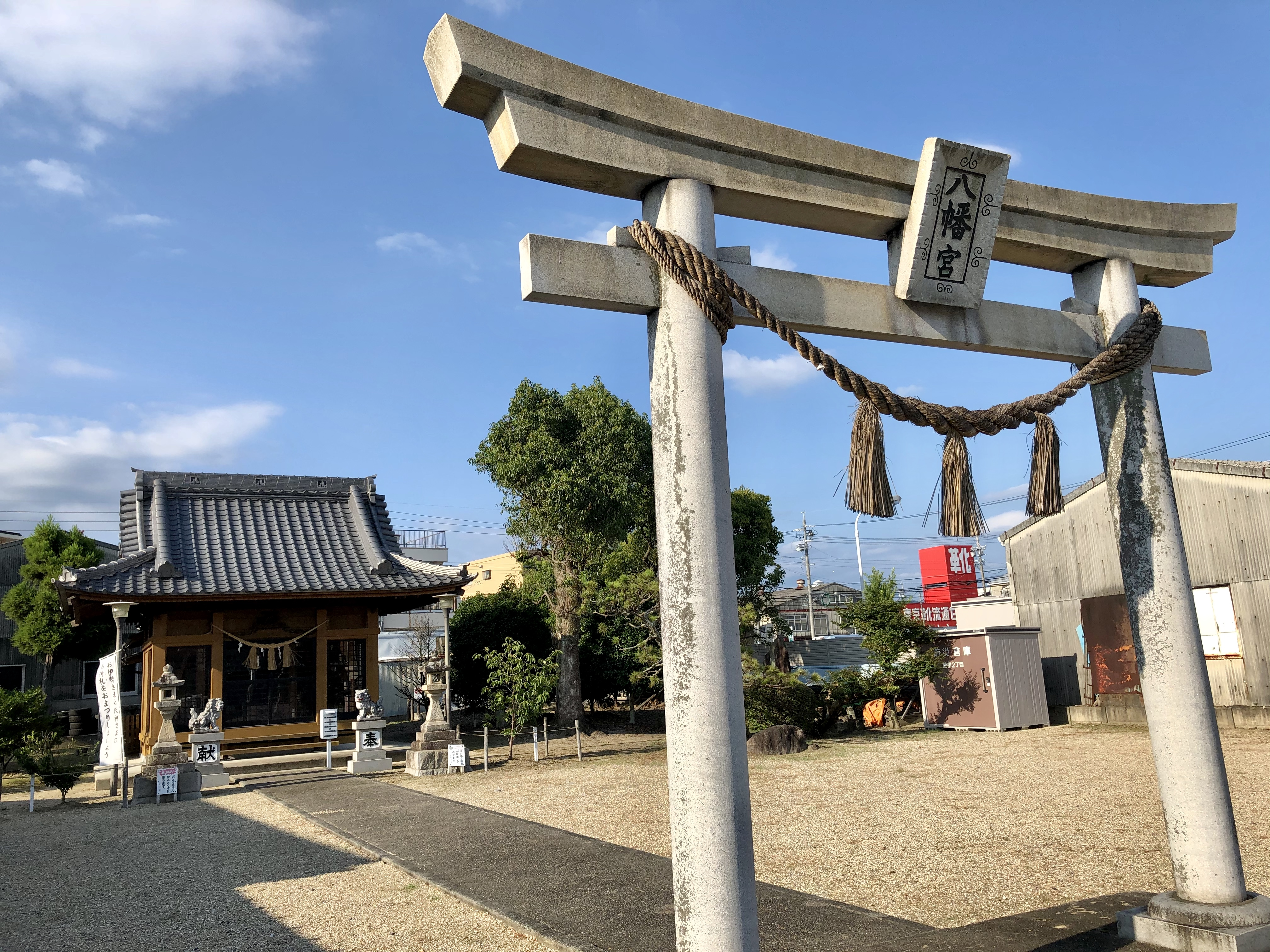
薮田八幡宮

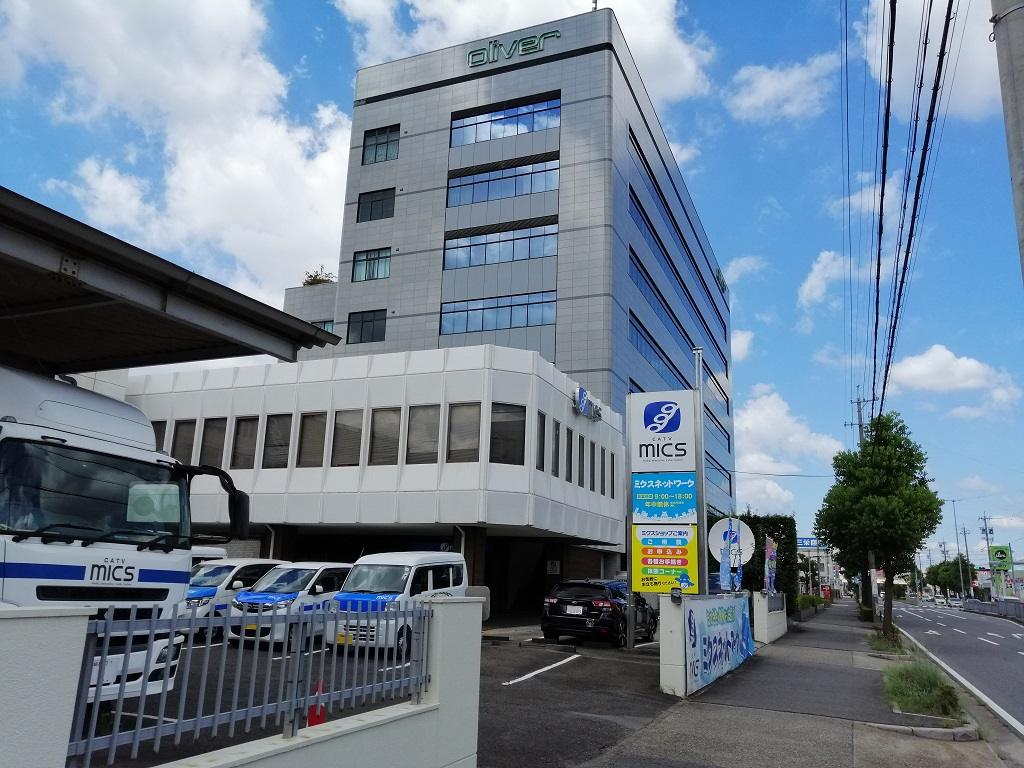
ミクスネットワーク、オリバー

- トヨタカローラ愛知 岡崎大樹寺マイカーセンター

## その他

### 日本郵便
- 郵便番号 : 444-2137[4]（集配局：岩津郵便局[14]）。

## 参考資料
- 「角川日本地名大辞典」編纂委員会 編『角川日本地名大辞典 23 愛知県』角川書店、1989年3月8日。ISBN 4-04-001230-5。
- 有限会社平凡社地方資料センター 編『日本歴史地名体系第23巻 愛知県の地名』平凡社、1981年。ISBN 4-582-49023-9。
- 新編岡崎市史編さん委員会 編『新編岡崎市史 総集編 20』1993年。